# Долту
Долту (рум. Doltu) — село у Фалештському районі Молдови. Входить до складу комуни, адміністративним центром якої є село Ішкелеу.

## Населення
За даними перепису населення 2004 року у селі проживали 1073 особи.
Національний склад населення села:
| Національність       | Кількість осіб | Відсоток |
| -------------------- | -------------- | -------- |
| молдавани            | 1063           | 99,1%    |
| українці             | 5              | 0,5%     |
| росіяни              | 3              | 0,3%     |
| інша / без відповіді | 2              | 0,2%     |
| Всього               | 1073           | 100%     |